# Charles Tesson
Pour les articles homonymes, voir Tesson.
Charles Tesson est un critique et historien du cinéma, né le 23 juillet 1954 à La Châtaigneraie.

## Biographie
Spécialiste d'Abbas Kiarostami, Luis Buñuel, Satyajit Ray, Jacques Tourneur et du cinéma asiatique, il enseigne l'histoire et l'esthétique du cinéma à l'Université Paris III jusqu'à juin 2023.
Collaborateur des Cahiers du cinéma à partir de 1979, il en a été le rédacteur en chef de 1998 à 2003.
Le Syndicat français de la critique de cinéma le nomme délégué général de la Semaine de la critique en avril 2011, poste qu'il assure jusqu'en juin 2021, après dix éditions. Pendant la seconde partie de cette période, il assure également la présidence de l'Aide aux cinémas du monde pour le CNC. 
En 2016, il revient partiellement à la critique de cinéma, dans La Septième Obsession, le temps de quelques numéros. Il y a écrit notamment sur Aquarius de Kleber Menonça Filho, Abbas Kiarostami mais aussi Satyajit Ray.